# Wierecieje (rejon dokszycki)
Wierecieje (biał. Верацеі; ros. Веретеи) – wieś na Białorusi, w obwodzie witebskim, w rejonie dokszyckim, w sielsowiecie Królewszczyzna.

## Historia
W czasach zaborów wieś w gminie Głębokie, w powiecie dzisieńskim, w guberni wileńskiej Imperium Rosyjskiego.
W latach 1921–1945 wieś leżała w Polsce, w województwie wileńskim, w powiecie dziśnieńskim, w gminie Głębokie od 1929 w gminie Porpliszcze.
Według Powszechnego Spisu Ludności z 1921 roku zamieszkiwały tu 174 osoby, 29 było wyznania rzymskokatolickiego, 144 prawosławnego a 1 staroobrzędowego. Jednocześnie 4 mieszkańców zadeklarowało polską przynależność narodową, 170 białoruską. Było tu 35 budynków mieszkalnych. W 1931 w 40 domach zamieszkiwało 206 osób.
Wierni należeli do parafii rzymskokatolickiej w Zaszcześlu i prawosławnej w Sorokach. Miejscowość podlegała pod Sąd Grodzki w Dokszycach i Okręgowy w Wilnie; właściwy urząd pocztowy mieścił się w m. Porpliszcze.
W wyniku napaści ZSRR na Polskę we wrześniu 1939 miejscowość znalazła się pod okupacją sowiecką. 2 listopada została włączona do Białoruskiej SRR. Od czerwca 1941 roku pod okupacją niemiecką. W 1944 miejscowość została ponownie zajęta przez wojska sowieckie i włączona do Białoruskiej SRR.
Od 1991 w składzie niepodległej Białorusi.